# Pyrrha

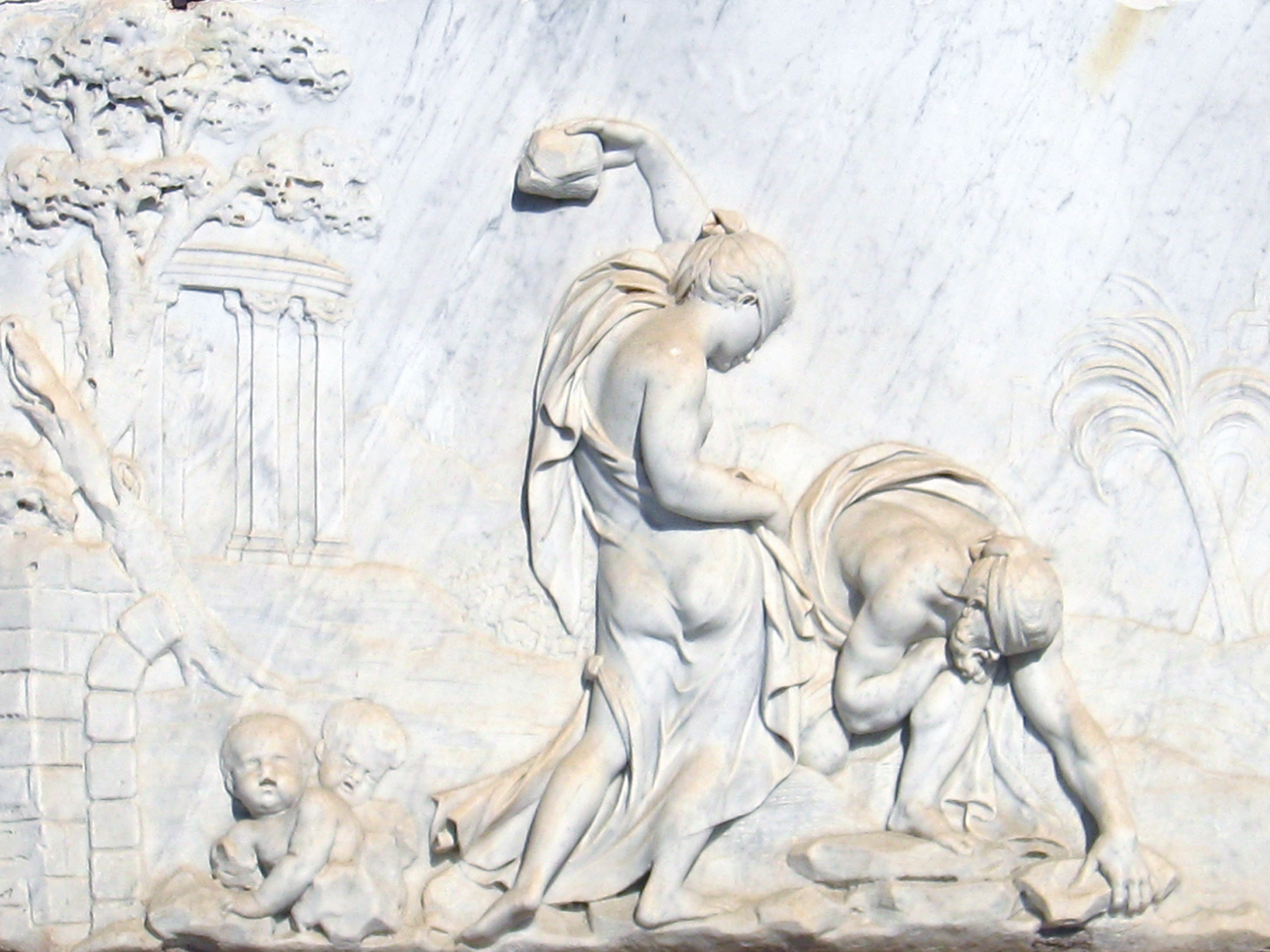
Deukalion und Pyrrha. Relief im Parc del Laberint d’Horta in Barcelona

In der griechischen Mythologie ist Pyrrha (griechisch Πύῤῥα Pýrrha) die Tochter von Epimetheus und Pandora sowie die Ehefrau des Deukalion.
Als Zeus beschloss, das eherne Geschlecht mit der großen Deukalischen Flut zu beenden, waren Deukalion und Pyrrha die einzigen Überlebenden, denn Prometheus hatte seinem Sohn Deukalion rechtzeitig befohlen, ein Schiff zu bauen.
Nachdem die Flut abgelaufen und das Paar auf dem Parnass gelandet war, befragte Deukalion das Orakel der Themis, was zu tun sei, um die Erde wieder zu bevölkern. Sie sagte ihnen, sie sollen ihr Haupt verhüllen und die Knochen ihrer Mutter über ihre Schultern werfen. Nach einigem Zögern Pyrrhas wegen eines solchen Frevels erriet Deukalion, dass mit der „Mutter“ die Gaia, die Erde als Aller Mutter, und mit den Knochen Steine gemeint seien. Also warfen sie Steine über ihre Schultern, aus denen bei Pyrrha Frauen und bei Deukalion Männer wurden.
Pyrrha und Deukalion hatten mindestens fünf Kinder,  Protogeneia, Hellen (den Stammvater der „Hellenen“, das heißt der Griechen), Graikos, Thyia und Orestheus sowie möglicherweise noch ein sechstes, Amphiktyon.